# El armario (cuento)
El armario es un cuento de Thomas Mann de 1899.

## Trama
Albrecht van der Qualen, a quien los médicos le dan solo unos meses de vida, viaja al sur en el tren expreso Berlín-Roma. No lleva consigo ni reloj ni calendario, ya que  “Hace mucho que abandonó la costumbre de saber en qué día del mes, o incluso en qué mes, incluso en qué estación, escribe”. "Todo tiene que estar en el aire."
Se baja en una estación de tren desconocida y camina hacia el centro de la ciudad. Es "tarde [...] en todos los aspectos otoño". En el camino, van der Qualen cruza “un puente (…) bajo el cual el agua fluye turbia y perezosamente. Pasa una barcaza larga y destartalada [...] con un hombre remando detrás con un palo largo. Bajo lámparas de arco que brillan en la niebla, “sobre el pavimento negro y húmedo” se dirige al Hotel zum Braven Mann . Una anciana flaca con un "vestido negro anticuado y desteñido", con una "cara de pájaro hundida" y un "crecimiento de musgo" en la frente, "como una figura de Hoffmann ", le alquila una habitación, "patéticamente desolada, con paredes blancas desnudas".
Allí descubre junto a “tres sillas de mimbre pintadas de rojo vivo” que destacan de la pared “como fresas en crema batida”, y en particular un armario, “una cosita cuadrada, teñida de marrón, un poco tambaleante con un remate decorativo simplón”. Está vacío, la pared trasera de arpillera gris se ha soltado en una esquina. Por la noche, mientras bebe coñac, encuentra allí a una niña muchacha, "una figura, un ser tan hermoso" que se le detiene el corazón, con "brazos estrechos y delicados", "piernas esbeltas" y "ojos […] negros y alargados”. A la luz de las velas la muchacha le cuenta tristes historias "sin consuelo", historias de amantes que caminan por el brezal. Riman “de una manera tan incomparablemente dulce y ligera[...] como lo hacemos aquí y allá en las noches febriles medio dormidos”, pero terminan tristemente, con un “puñalada por encima del cinturón […], y siempre por buenas razones".
La muchacha está en el armario todas las noches y narra diversas historias. Van der Qualen de vez en cuando se olvida de sí mismo y se le acerca, teniendo luego que esperar un rato antes de que la chica vuelva a aparecer en el armario.  El cuento termina con el párrafo: "¿Cuánto tiempo duró esto…? ¿Quién lo sabe? ¿Quién sabe siquiera si Albrecht van der Qualen despertó de veras aquella tarde y se dirigió a la ciudad desconocida? ¿O si no se quedaría más bien dormido en su cupé de primera clase, dejándose llevar por el rápido Berlín-Roma a velocidades increíbles por encima de todas las montañas? ¿Quién de nosotros se comprometería a aventurar una respuesta decidida y responsable a esta pregunta? La incertidumbre es total. «Todo tiene que quedar en el aire…"

## Interpretación

### Misterio
Una historia llena de misterios es el subtítulo de la historia, y, de hecho, mucho permanece indefinido. El lector se queda a oscuras sobre la temporalidad de los hechos, al igual que van der Qualen, que viaja deliberadamente sin reloj ni calendario. Tampoco se especifica el lugar de la acción, ni siquiera si la ciudad está “en Alemania? [...] en el norte de Alemania?” se menciona. Varias alusiones, sin embargo, se refieren a la ciudad natal de Mann, Lübeck, por ejemplo, cuando se habla de "un edificio achaparrado [...], una antigua puerta con dos torres macizas" (Holstentor) o un "puente con estatuas de pie sobre las barandillas". (Puppenbrücke). Quién es la chica desconocida en el armario y de dónde viene sigue sin estar claro, al igual que la cuestión de si van der Qualen está soñando, tiene fantasías febriles, una experiencia cercana a la muerte o simplemente una intoxicación causada por el coñac. Incluso parece incierto si el viaje a la ciudad y la estancia en el hotel son reales o no son también parte de la visión que se está produciendo en el tren. Esto corresponde a la afirmación recurrente de Albrecht de que todo debe estar en el aire.

### Simbolismo de la muerte
La muerte está presente de muchas maneras en la historia desde el principio:
"En las conversaciones serias y abiertas entre dos hombres" que los médicos tuvieron con van der Qualen, en su "tez amarillenta" y sus "ojos profundamente sombreados" y, por supuesto, en su nombre (von der Qualen = de la agonía/sufrimiento). En el “tarde”, en el “otoño” que reina en la ciudad durante el trayecto, en los faroles de arco empañados y el pavimento negro y mojado, finalmente en el río (“Mira, pensó, un río. El río” ), en el que el protagonista cruza la frontera hacia el inframundo con el mítico barquero Caronte, recordado a la Estigia. La casera hoffmannesca, con su cara de pájaro y la “excrecencia musgosa” en su frente, es tanto una imagen de decadencia como el guardarropa en ruinas. Incluso la figura juvenil de la niña no puede ocultar la omnipresencia de la muerte.

### Antecedentes literarios
La joven de La patrona de Dostoievski de 1847 y la fantasmal Donna Anna del relato Don Juan de E. T. A. Hoffmann son citadas como modelos a seguir para la misteriosa aparición en el armario. Arthur Schopenhauer, a quien a Mann le gustaba leer en ese momento, también tuvo influencia e hizo que fenómenos como la clarividencia, la telepatía y la sonambulia fueran temas de su obra.

### Autobiográfico
El armario también contiene elementos autobiográficos: en la habitación con las sillas de mimbre rojo fresa frente a paredes blancas desnudas, Mann inmortalizó su piso de soltero en la Marktstraße 5 en Múnich-Schwabing, también había un guardarropa cuya pared trasera faltante fue reemplazada por un cubierta de tela. La descripción de la topografía coincide con las inmediaciones de Roeckstrasse, donde la madre viuda de Thomas Mann vivió temporalmente con sus hijos. Mann narró también que El armario es el único de sus trabajos en cuya creación el coñac mencionado en la historia desempeñó un papel.
En la desconocida del armario Mann describe por primera vez el tipo de mujer que prefería: "La juvenil y casta, la nupcial y elfa, la infantil e inocente, la estrecha y de piernas altas" (Kurzke) es la que atrae al poeta. No solo las figuras femeninas en el trabajo posterior de Thomas Mann correspondieron más tarde con este tipo, sino que se dice que su esposa Katia en particular le correspondió.

## Adaptación
En 2009, Michael Blume filmó la historia en un cortometraje protagonizado por Hanna Schygulla